# Ochre Pits

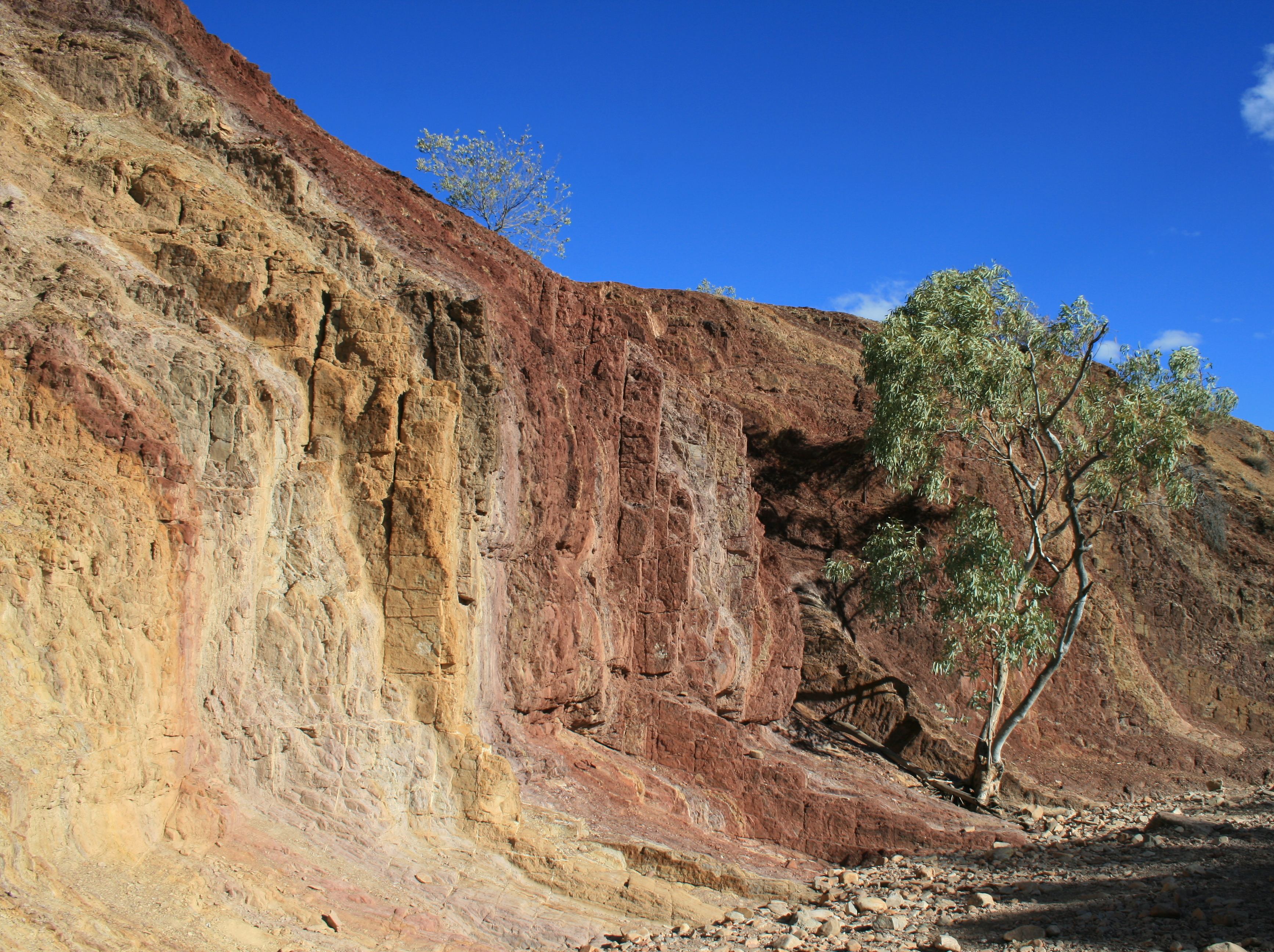

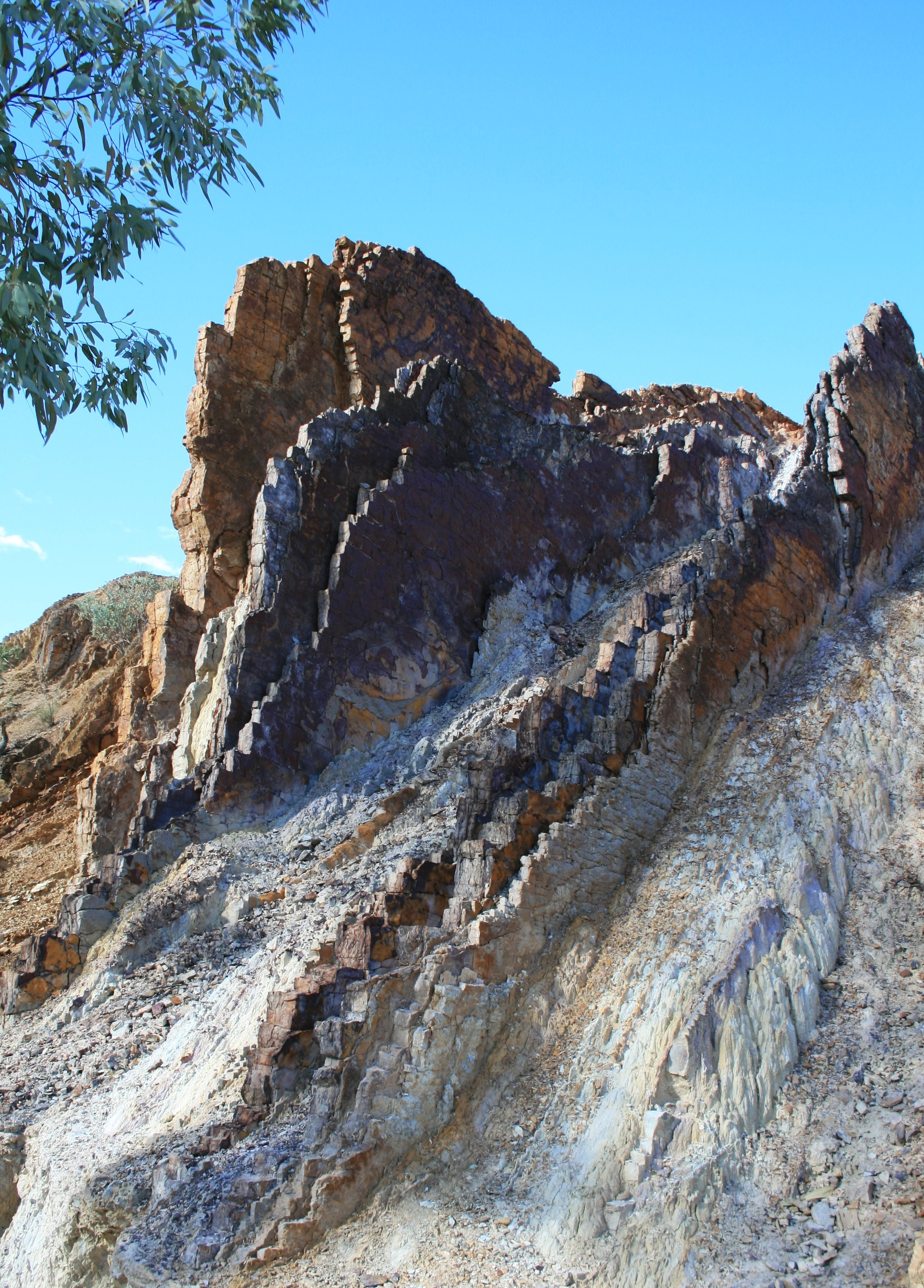
Ochre Pits bij Namatjira Drive

De Ochre Pits (letterlijk "okerputten") zijn een populaire toeristische bestemming in het Noordelijk Territorium van Australië, ongeveer 50 kilometer ten westen van Alice Springs, langs de Larapinta Trail.
De mijn behoort aan het Westelijke Arrerntevolk. Voor 1880, toen Europeanen zich in het gebied vestigden, mochten alleen bepaalde mannen de oker verzamelen.
De formatie bestaat uit verscheidene lagen rots in allerlei tinten, met opvallende kleurverschillen tussen de lagen. De oker werd door Aborigines traditioneel gebruikt in ceremonieën en werd verhandeld met naburige stammen. De okerverf vond zijn weg naar grote delen van Australië en werd geroemd om zijn eigenschappen: zacht bij aanraking, met sprekende kleuren en een zachte glans. De tinten lopen uiteen van goud tot een donker, naar paars neigend rood. Nadat de oker gedolven was, werd hij gemalen en gemengd met emoe-vet om lichamen mee te beschilderen voor ceremonieën.

## Zie ook

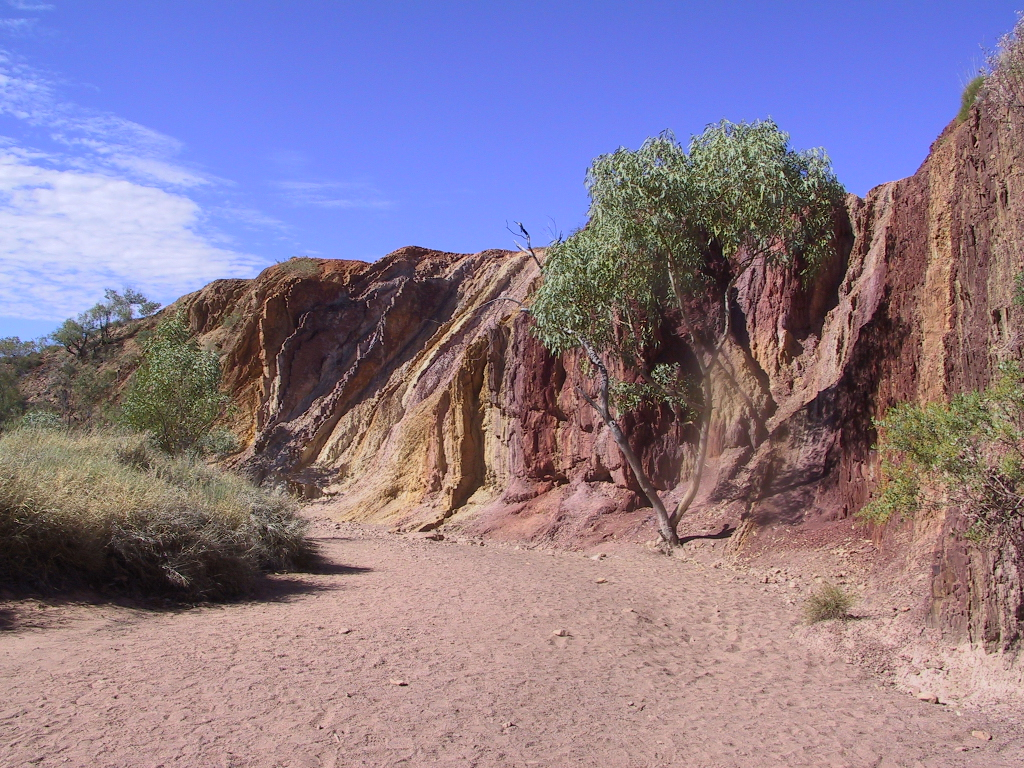
Ochre Pits

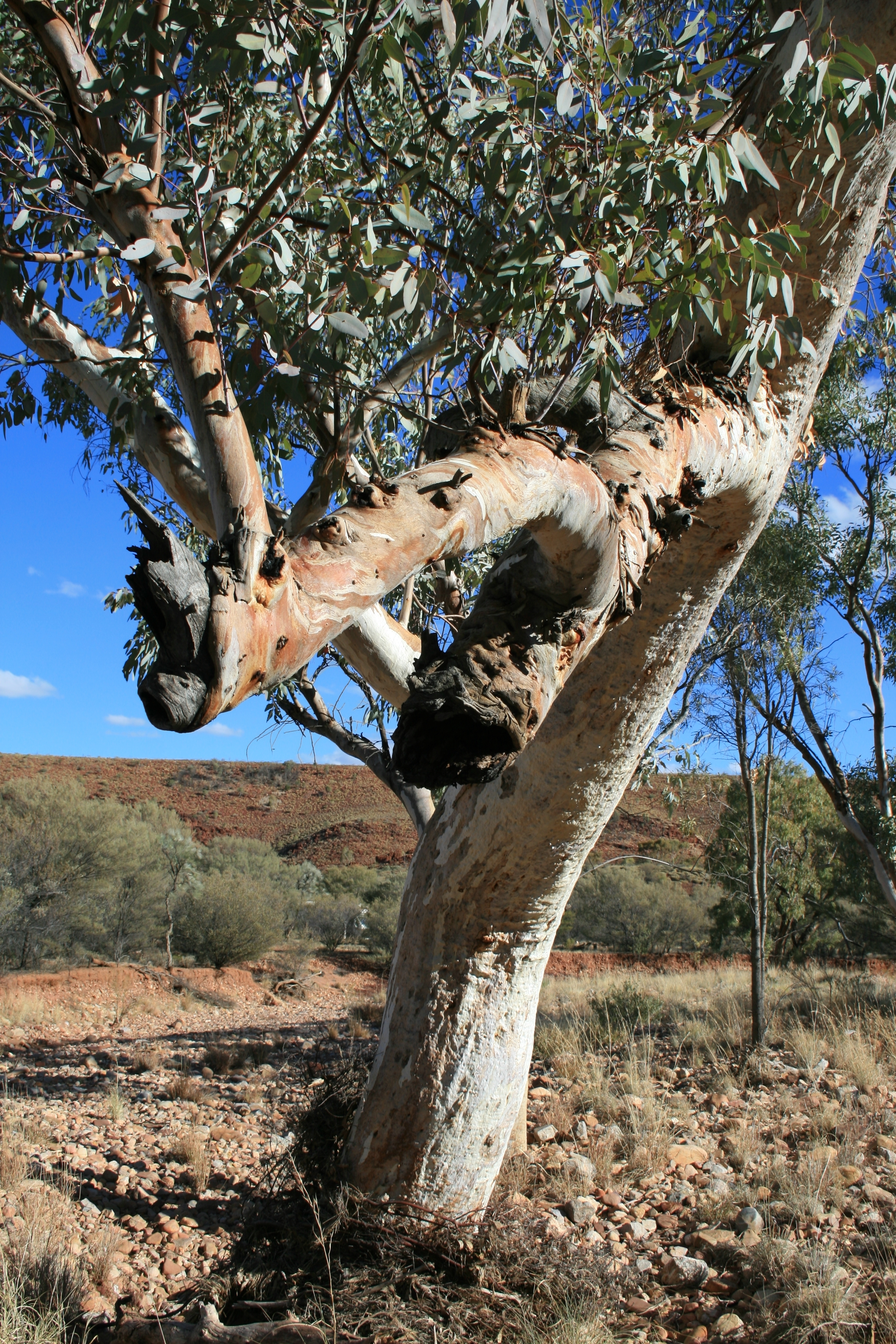
River Red Gumboom (Eucalyptus camaldulensis) bij Ochre Pits in een droge rivierbedding met voldoende ondergronds water